# Ketzin/Havel
Ketzin/Havel (en allemand : /kɛˈt͡siːn/ ) est une petite ville de l'arrondissement du Pays de la Havel dans le land de Brandebourg en Allemagne. Elle comptait 6530 habitants au 31 décembre 2019 .

## Géographie
Ketzin se situe au sud de l'arrondissement du Pays de la Havel, à environ 25 kilomètres à l'est de Brandebourg-sur-la-Havel et à 22 kilomètres à l'ouest de Potsdam, sur la rive nord de la Havel.
En plus du centre-ville, avec les quartiers de Brückenkopf, Kliemsiedlung, Schuhmachersiedlung et Vorketzing, et l'ancien village royal de Paretz avec son château, le territoire communal comprend les villages de :
- Etzin
- Falkenrehde, avec Neu Falkenrehde
- Tremmen
- Zachow, avec Gutenpaaren et Fernewerder

## Histoire

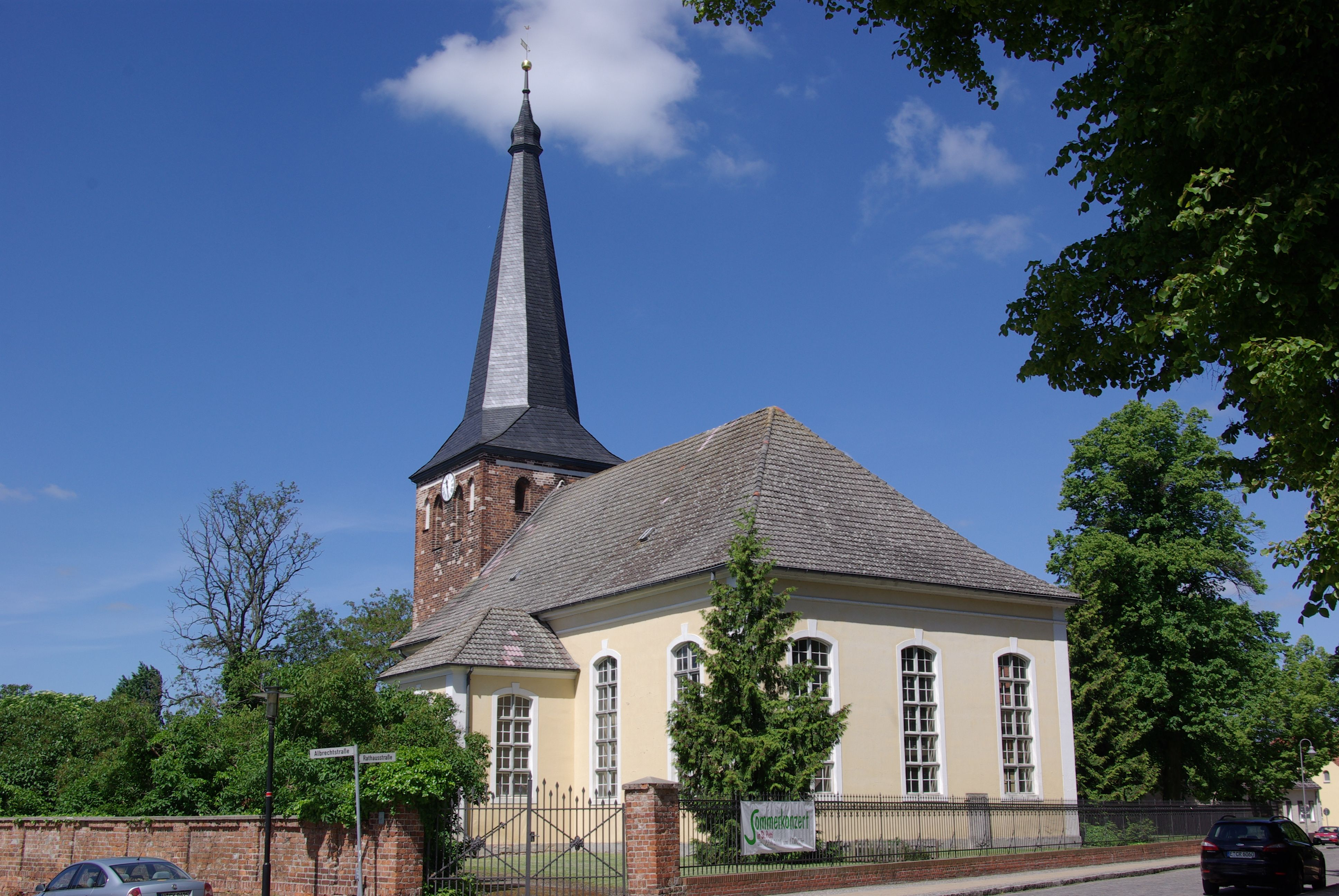
Église Saint-Pierre.

L'église fortifiée de Ketzin, consacrée au patron l'apôtre saint Pierre, fut mentionnée pour la première fois dans un acte du margrave Othon II de Brandebourg en 1197. Contrairement aux villages alentour, le domaine de Ketzin, ainsi que d'Etzin au nord, n'étaient pas entre les mains des margraves mais des princes-évêques de Brandebourg, jusqu'à la sécularisation de leur principauté épiscopale (Hochstift) au cous de la Réforme protestante, en 1571.
À partir de 1815, la ville faisait partie de la province de Brandebourg au sein du royaume de Prusse. Après la Seconde Guerre mondiale, elle fut incorporée dans le district de Potsdam de l'Allemagne de l'Est.

## Démographie
- Développement de la population dans les limites actuelles. -- Ligne bleue : Population; Ligne pointillée : Comparaison avec le développement de Brandebourg -- Fond gris : Période du régime nazi; Fond rouge : Période du régime communiste
- Évolution récente (ligne bleue) et prévisions sur l'effectif de résidents

| Année | Population |
| ----- | ---------- |
| 1875  | 6 320      |
| 1890  | 7 699      |
| 1910  | 7 804      |
| 1925  | 6 808      |
| 1933  | 7 000      |
| 1939  | 6 896      |
| 1946  | 10 297     |
| 1950  | 10 149     |
| 1964  | 7 821      |
| 1971  | 8 031      |

| Année | Population |
| ----- | ---------- |
| 1981  | 7 008      |
| 1985  | 6 883      |
| 1989  | 6 614      |
| 1990  | 6 488      |
| 1991  | 6 419      |
| 1992  | 6 444      |
| 1993  | 6 432      |
| 1994  | 6 450      |
| 1995  | 6 416      |
| 1996  | 6 368      |

| Année | Population |
| ----- | ---------- |
| 1997  | 6 338      |
| 1998  | 6 402      |
| 1999  | 6 405      |
| 2000  | 6 442      |
| 2001  | 6 471      |
| 2002  | 6 504      |
| 2003  | 6 503      |
| 2004  | 6 487      |
| 2005  | 6 541      |
| 2006  | 6 483      |

| Année | Population |
| ----- | ---------- |
| 2007  | 6 488      |
| 2008  | 6 448      |
| 2009  | 6 403      |
| 2010  | 6 405      |
| 2011  | 6 379      |
| 2012  | 6 405      |
| 2013  | 6 389      |
| 2014  | 6 355      |
| 2015  | 6 412      |
| 2016  | 6 474      |

| Année | Population |
| ----- | ---------- |
| 2017  | 6 503      |
| 2018  | 6 498      |
| 2019  | 6 530      |
| 2020  | 6 595      |

## Personnalités liés à la ville
- Wilhelm Metzger (1848-1914), rédacteur et homme politique.